# Талица (град)
Талица (на руски: Талица) е град в Свердловска област, Русия. Населението на града към 1 януари 2018 година е 15 941 души.

## История
Селището е основано през 1732 година, през 1942 година получава статут на град.